# Leptomastix algirica
Leptomastix algirica är en stekelart som beskrevs av Trjapitzin 1989. Leptomastix algirica ingår i släktet Leptomastix och familjen sköldlussteklar.
Artens utbredningsområde är:
- Algeriet.
- Cypern.
- Egypten.
- Grekland.
- Israel.

Inga underarter finns listade i Catalogue of Life.